# Eric Gujer

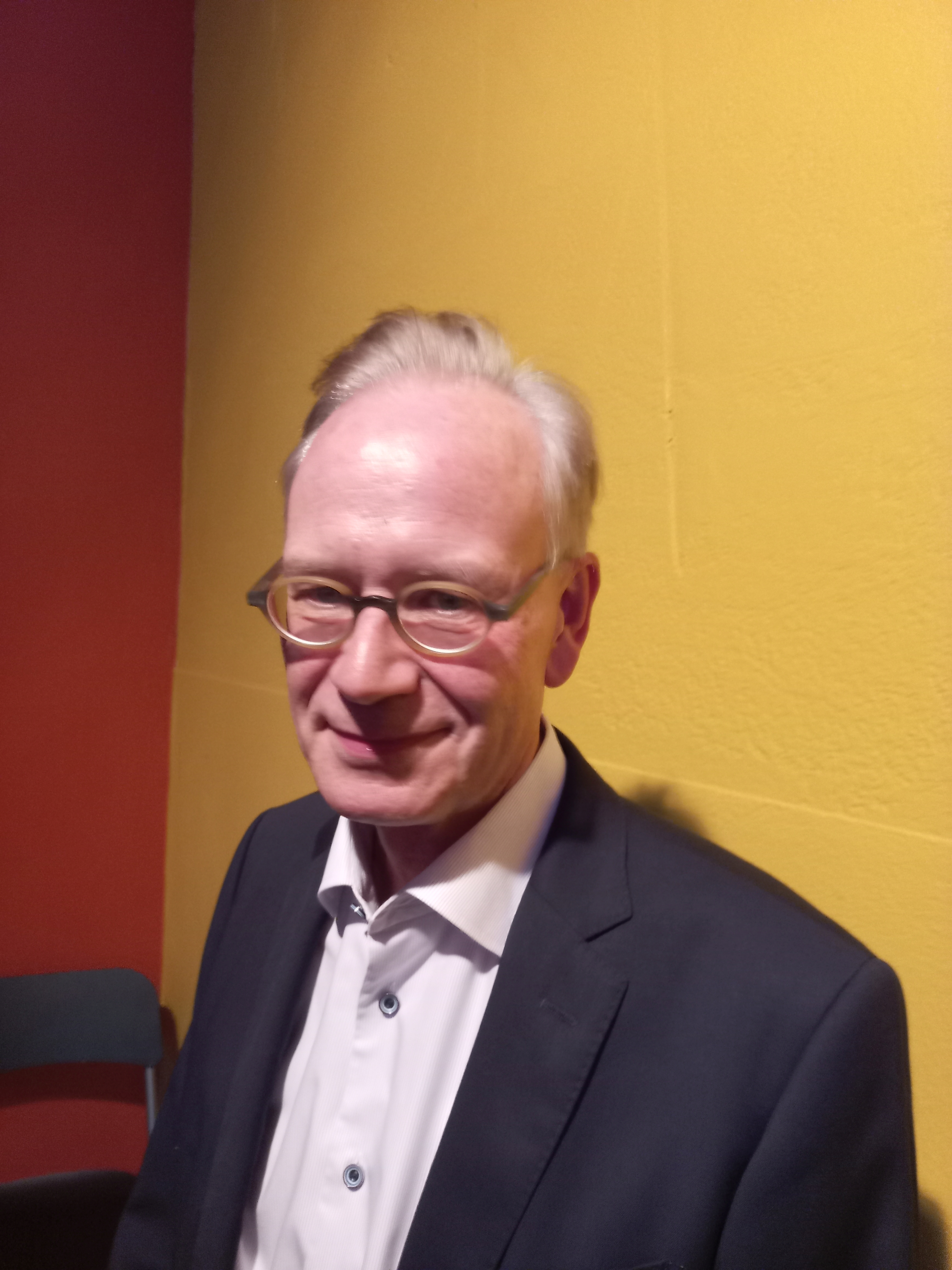
Eric Gujer (2023)

Eric Gujer (eigentlich: Erik Martin Gujer; * 24. Juli 1962 in Zürich; heimatberechtigt in Volketswil) ist ein Schweizer Journalist und Autor. Er ist seit März 2015 Chefredaktor der Neuen Zürcher Zeitung (NZZ).

## Leben
Eric Gujer wurde als Sohn des Schweizer Wirtschaftsjuristen und Unternehmers Hans Georg Gujer und seiner deutschstämmigen Frau Johanna in Zürich geboren, wuchs aber in Königstein im Taunus und Baden-Baden auf. Sein Vater, der aus Volketswil bei Zürich stammte, war Geschäftsführer einer Accumulatorenfabrik in Rastatt. Nach dem Abitur absolvierte Gujer zwischen 1982 und 1984 ein Praktikum beim Südwestfunk (SWF) in Baden-Baden sowie ein Volontariat beim Mannheimer Morgen. Anschliessend studierte er Geschichte, Slawistik und Politikwissenschaft an der Albert-Ludwigs-Universität Freiburg und der Universität zu Köln. 1990 schloss er sein Studium in Köln bei Harm Klueting mit einer Magisterarbeit über die deutschen Akademien der Wissenschaften im 18. Jahrhundert ab.
Seine Tätigkeit bei der Neuen Zürcher Zeitung begann Gujer 1986 als Praktikant und freier Mitarbeiter. Seit 1989 arbeitete er als Korrespondent für die NZZ: Von 1989 bis 1992 in (Ost-)Berlin (für die Deutsche Demokratische Republik und seit 1990 für die neuen Bundesländer), von 1992 bis 1995 als Israel-Korrespondent in Jerusalem, von 1995 bis 1998 in Moskau für die Gemeinschaft Unabhängiger Staaten und von 1998 bis 2008 als Deutschland-Korrespondent in Berlin. Anschliessend wirkte Gujer in der NZZ-Auslandredaktion in Zürich mit den Schwerpunkten Deutschland, Europäische Union, internationale Strategiefragen und Terrorismus, im Juli 2013 wurde er Auslandchef der NZZ. Seit dem 11. März 2015 ist Gujer Chefredaktor der NZZ und verantwortet darüber hinaus zusammen mit dem CEO Felix Graf die Geschäftsführung der NZZ AG.
Er erhielt 2022 den Ludwig-Börne-Preis für «deutschsprachige Autoren, die im Bereich des Essays, der Kritik und der Reportage Hervorragendes geleistet haben». Der Preisrichter Leon de Winter lobte ihn als profilierten politischen Publizisten, der gerne auch unpopuläre und unkonventionelle Meinungen vertrete: «Die Freude am kreativen Umgang mit der Sprache und an der journalistischen Zuspitzung ist stets erkennbar, was zur Differenziertheit seiner Analysen beiträgt und zur Debatte einlädt.»
Gujer ist mit der Journalistin, Autorin und NZZ-Redaktorin Claudia Schwartz verheiratet.

## Politische Positionierung
Gujer bezeichnet die NZZ als das Leitmedium in der Schweiz, welches die politischen und gesellschaftlichen Debatten im Land präge. Die NZZ solle einen bürgerlich-liberalen Standpunkt vertreten, der für die Rechte des Individuums einsteht. «Zeitungen, die in ihrer Haltung beliebig sind, haben keine Zukunft», so Gujer bei seinem Amtsantritt. Die NZZ solle Stimmen aus unterschiedlichen politischen Lagern eine Plattform bieten: «Ohne den Meinungsstreit, in dem man dem Gegenüber mit Respekt begegnet, verkümmert die öffentliche Sache.»
Er betrachtet einen zunehmend konfrontativen Ton in der öffentlichen Auseinandersetzung mit Sorge und fordert, über Gräben hinweg zur Verständigung fähig zu bleiben und «die polarisierenden Kräfte mit ihren Feindbildern in die Schranken zu weisen».  Angesichts des aufgeheizten Meinungsklimas müssten Medien Fakten prüfen und einordnen können, deshalb sei Glaubwürdigkeit so wichtig im Journalismus und für die NZZ das oberste Gut. Dazu gehöre auch die Bereitschaft zur Selbstkritik. Dem Magazin Der Spiegel sagte er, die Medienbranche müsse ehrlicher mit sich werden: «Sind wir wirklich willens, Pro und Kontra zu berücksichtigen? Sind wir bereit, unsere eigene Haltung infrage zu stellen?»
Gujer wurde zugeschrieben, dass sich die NZZ unter seiner Führung als Chefredaktor politisch nach rechts verschoben habe. In seinem Newsletter für Deutschland schrieb Gujer, die AfD sei «ein heilsamer Schock», denn sie bedeute für den Bundestag eine «Revitalisierungskur», und er empfahl, man dürfe sich der Debatte mit ihr nicht verschliessen.

## Kritik
Der freisinnige Publizist Ulrich E. Gut sah im Juni 2020 bei der NZZ eine «Öffnung gegenüber Publizisten der äussersten Rechten», derweil die linke Wochenzeitung schrieb: «Im Zusammenhang mit Aktionen der AfD liefert das Berlinbüro der NZZ gern verharmlosende Interpretationen, die keine deutsche Zeitung drucken würde.» Willi Winkler erklärte in der Süddeutschen Zeitung, Gujer bringe das Kunststück fertig, «als Schweizer so deutschnational zu poltern, wie es in Deutschland selber niemand diesseits der AfD kann». Für Aufsehen sorgte auch, dass diverse AfD-Aushängeschilder die NZZ lobten. Besonders umstritten war ein Tweet von Hans-Georg Maaßen, der die NZZ als Westfernsehen bezeichnete und damit die Alternative zur «gelenkten Information in einer Diktatur» meinte, wobei die Metapher auf den Ringier-Journalisten Frank A. Meyer zurückgeht. Gujer und die NZZ verwahrten sich gegen das Lob von ganz rechts: Gujer bestritt im Juli 2019 einen Rechtsruck und sprach von «Profilschärfung» sowie davon, dass der Zuwachs an Digitalabonnements in Deutschland vor allem bürgerlichen Lesern verdankt sei.

## Projekte der NZZ
Im Juni 2016 führte Gujer den Premium-Newsletter NZZ Global Risk ein. Er soll Schweizer KMU mittels wöchentlichen Risikoanalysen von Auslandkorrespondenten dabei helfen, den Einfluss politischer Entwicklungen auf ihr Unternehmen einzuschätzen. Ergänzt wird das Angebot durch eine jährlich stattfindende Konferenz zu den Chancen und Risiken einer bestimmten Länderregion.
Des Weiteren hat Gujer die Etablierung der NZZ in Deutschland vorangetrieben. Seit April 2017 schreibt er den wöchentlichen Deutschland-Newsletter Der andere Blick, der Teil des im Juli 2017 lancierten NZZ-Angebots für Deutschland, NZZ Perspektive, ist.

## Buchautor
Gujer ist Buchautor zu nachrichtendienstlichen Themen und zur deutschen Aussenpolitik. Er ist Mitglied des Gesprächskreises Nachrichtendienste in Deutschland und wurde als Strategieexperte vom Schweizer Nachrichtendienst des Bundes konsultiert.

## Schriften
- Die deutschen Akademien der Wissenschaften in der nationalen und internationalen Gelehrtenwelt. Zur Bedeutung wissenschaftlicher Verbindungen für die Akademien in Berlin, Mannheim, München, Göttingen und Erfurt im 18. Jahrhundert. (Köln, Univ., Mag.-Arb., 1990).
- Kampf an neuen Fronten. Wie sich der BND dem Terrorismus stellt. Campus, Frankfurt am Main 2006.
- Schluss mit der Heuchelei. Deutschland ist eine Großmacht. Hrsg. von Roger de Weck. Ed. Körber-Stiftung, Hamburg 2007.
- Der andere Blick. Persönlicher wöchentlicher Newsletter mit Fokus Deutschland. NZZ, Zürich 2017.[33]

## Auszeichnungen
- 2022: Ludwig-Börne-Preis
- 2023: Libertatem-Preis der Libertatem-Stiftung[36]